# جیزان الاقتصادیة
جیزان الاقتصادیة (به عربی: مدینة جازان الاقتصادیة) یک منطقهٔ مسکونی در عربستان سعودی است.

## خصوصیات
جیزان الاقتصادیة ۳۰۰٬۰۰۰ نفر جمعیت دارد.